# Smoke (film)
Pour les articles homonymes, voir Smoke.
Pour plus de détails, voir Fiche technique et Distribution.
Smoke ou Nicotine (titre au Québec et au Nouveau-Brunswick)  est un film américain réalisé par Wayne Wang et sorti en 1995. Il a été suivi par Brooklyn Boogie (Blue in the Face), écrit et réalisé par Paul Auster, qui n'est pas une suite conventionnelle mais reprend le Brooklyn Cigar Company et son propriétaire comme éléments principaux.

## Synopsis
Ce film rassemble des tranches de vie de plusieurs personnages qui gravitent autour du Brooklyn Cigar Company, un débit de tabac de Brooklyn tenu par Auggie (Harvey Keitel). Celui-ci tente de gérer tant bien que mal le retour d'une de ses ex-petites amies (Stockard Channing) qui lui apprend qu'il a probablement une fille (Ashley Judd), aujourd'hui enceinte et droguée, et de s'occuper de son commerce qu'il prend en photo tous les matins pour évaluer le temps qui passe. 
L'écrivain Paul Benjamin (William Hurt), l'un des fidèles clients d'Auggie, tente, lui, de continuer de vivre après que sa femme enceinte a été tuée, victime d'une balle perdue près du débit de tabac. Alors qu'il se débat avec le manque d'inspiration, son quotidien est bouleversé par l'arrivée de Rashid (Harold Perrineau), un jeune noir quelque peu mythomane qui lui a sauvé la vie, et qui est à la recherche de son père.

## Fiche technique
- Titre : Smoke
- Titre original : Smoke
- Titre au Québec : Nicotine
- Réalisation : Wayne Wang
- Scénario : Paul Auster
- Directeur de la photographie : Adam Holender
- Musique : Rachel Portman, Dmitri Chostakovitch
- Production : Bob Weinstein et Harvey Weinstein (producteurs exécutifs)
- Pays de production : États-Unis, Allemagne, Japon
- Format : Couleurs - Noir et Blanc
- Genre : drame
- Durée : 112 minutes
- Dates de sortie : 
  - États-Unis : 9 juin 1995
  - France: 13 décembre 1995

## Distribution
- William Hurt (VF : Richard Darbois) : Paul Benjamin
- Harvey Keitel (VF : Bernard-Pierre Donnadieu) : Augustus « Auggie » Wren
- Harold Perrineau (VF : Damien Boisseau) : Rashid Cole / Thomas Jefferson Cole / Paul Benjamin
- Forest Whitaker (VF : Emmanuel Jacomy) : Cyrus Cole
- Stockard Channing (VF : Frédérique Tirmont) : Ruby McNutt
- Jared Harris (VF : Lionel Henry) : Jimmy Rose
- Victor Argo (VF : Michel Fortin) : Vinnie
- Ashley Judd (VF : Laurence Charpentier) : Felicity
- Michelle Hurst (VF : Marie-Christine Darah) : Tante Em
- Erica Gimpel : Doreen Cole
- Giancarlo Esposito (VF : Thierry Desroses) : Tommy, client du magasin d'Auggie
- Malik Yoba : "La belette"

## Autour du film
- Ce film est l'adaptation par Paul Auster d'une nouvelle qu'il avait lui-même écrite et publiée dans le New York Times, lors des fêtes de Noël de 1990, Le Noël d'Auggie Wren.

## Distinctions

### Récompenses
- Grand prix du jury à la Berlinale 1995 pour Wayne Wang avec une mention spéciale pour Harvey Keitel à l'Ours d'argent du meilleur acteur. Le film remporte également le prix FIPRESCI de la Berlinale.

### Nomination
- Nomination au César du meilleur film étranger en 1996